# Anceya terebriformis
Anceya terebriformis је пуж из реда Sorbeoconcha. 

## Угроженост
Ова врста се сматра угроженом.

## Распрострањење
Ареал врсте је ограничен на две државе. 
Танзанија и ДР Конго су једина позната природна станишта врсте.

## Станиште
Станиште врсте је језеро Тангањика.